# 明興布赫塞

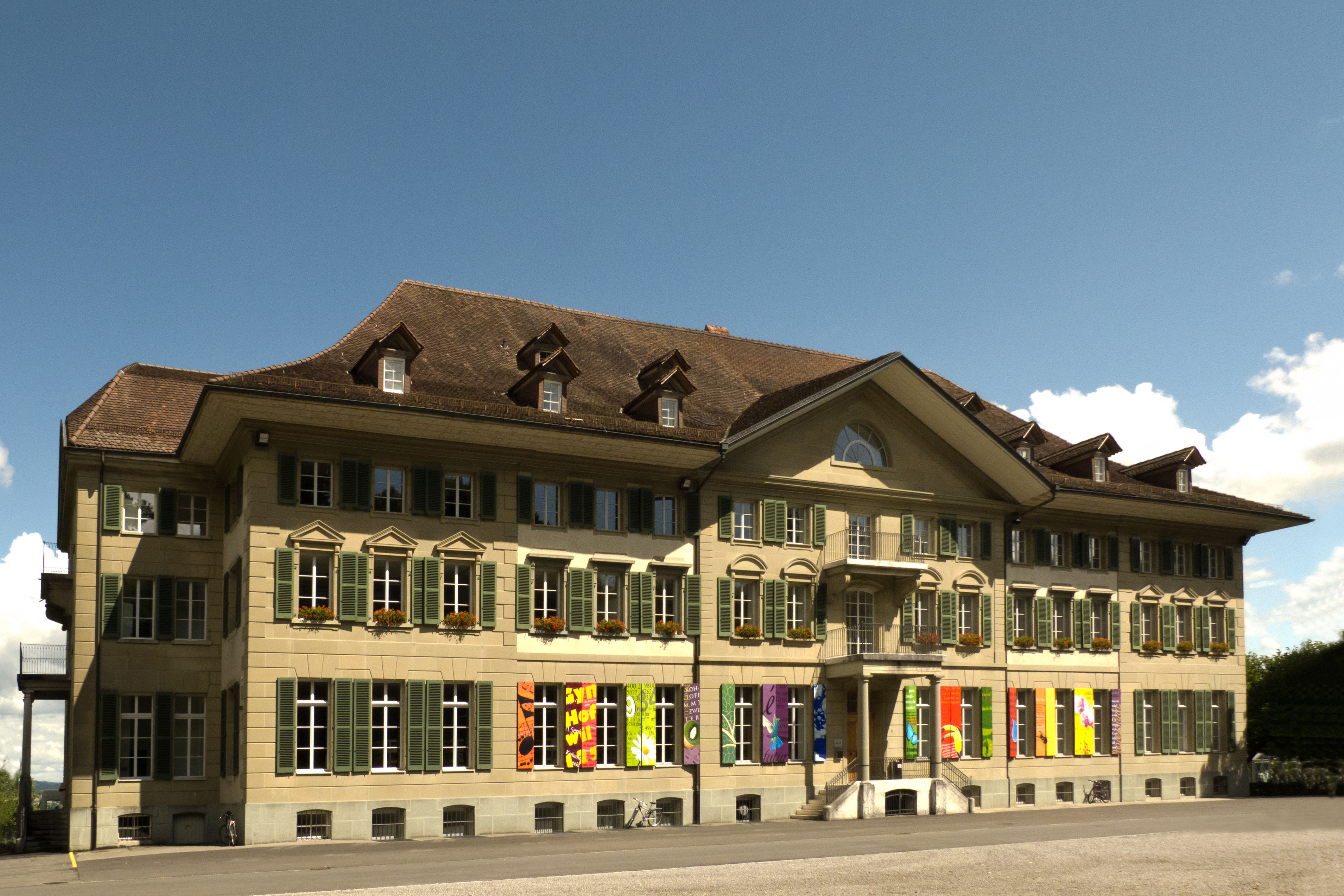

明興布赫塞是瑞士的城鎮，位於該國中西部，由伯恩州負責管轄，面積8.82平方公里，海拔高度564米，2011年人口9,780，六成人口信奉基督教，人口密度每平方公里1109人。

## 友好城市
- 捷克 米萊夫斯科[1]

1. ↑  . Město Milevsko.   [2024-06-02] （捷克语）.